# الوی (آریزونا)
الوی (به انگلیسی: Eloy) شهری در شهرستان پاینال ایالت آریزونا است که در سرشماری سال ۲۰۱۰ میلادی، ۱۶٬۶۳۱ نفر جمعیت داشته است. الوی، به‌طور رسمی در تاریخ ۱۹۴۹ میلادی به‌عنوان یک شهر شناخته شد.